# Pat Quinn
Patrick Joseph "Pat" Quinn III (født 16. december 1948) er en amerikansk politiker fra det Demokratiske parti. Han var den 41. Guvernør i den amerikanske delstat Illinois fra 2009-15.
Han afsluttede i 1971 sin kandidateksamen ved Georgetown University. I 1980 bestod han sin juraeksamen ved Northwestern University.
Quinn var Illinois finansminister (Illinois State Treasurer) i perioden 1991–1995. Han var viceguvernør i Illinois fra 2003 til 2009 under Rod Blagojevich. 29. januar 2009 overtog Quinn embedet som Guvernør efter Rod Blagojevich, der var blevet anklaget for korruption.